# Vinícius de Moraes
Marcus Vinícius da Cruz de Mello Moraes, meglio noto come Vinícius de Moraes (IPA: [viˈnisjuʃ dʒi moˈɾajʃ]; Rio de Janeiro, 19 ottobre 1913 – Rio de Janeiro, 9 luglio 1980), è stato un poeta, cantautore, drammaturgo e diplomatico brasiliano.
La sua opera è vasta e abbraccia letteratura, teatro, cinema e musica. Tuttavia, aveva sempre ritenuto che la poesia fosse la sua prima e più grande vocazione.
Proveniente da famiglia facoltosa, fu addetto d'ambasciata e, come autore di testi, scrisse numerosi classici; da un suo dramma fu inoltre tratto il film Orfeo negro; noto bon vivant, si sposò nove volte e morì a Rio de Janeiro, sua città natale, a 66 anni.

## Biografia

### Primi anni
Nato in una famiglia amante della musica, de Moraes scrisse poesie fin dall'infanzia. A quattordici anni divenne amico dei fratelli Paulo e Haroldo Tapajós, e con il secondo compose Loura ou Morena, la sua prima canzone. Nel 1929 intraprese gli studi di diritto a Rio de Janeiro. A partire dal 1932 scrisse le parole di dieci canzoni dei fratelli Tapajós. Nel 1933 esordì come poeta con O caminho para a distância e Forma e Exegese. In seguito scrisse il suo terzo libro, Ariana, a Mulher (1936). 
Nel 1938 de Moraes si trasferì in Inghilterra grazie ad una borsa di studio del governo inglese che gli permise di studiare letteratura ad Oxford. In quel periodo scrisse Novos Poemas e si sposò per procura. Nel 1941, durante la Seconda guerra mondiale, tornò a Rio e iniziò a scrivere recensioni cinematografiche e critiche in vari giornali e riviste. 
Nel 1943 divenne funzionario ministeriale e rappresentante diplomatico brasiliano, nel contempo si occupò anche di critica cinematografica. e pubblicò il libro Cinco Elegias. Nel 1946 ebbe il primo incarico ufficiale: fu inviato a Los Angeles come vice-console e diede alle stampe il suo nuovo lavoro, Poemas, Sonetos e Baladas.
All'inizio del 1950, de Moraes tornò in Brasile a causa della morte di suo padre. Nel 1953 pubblicò il suo primo samba, Quando Tu Passas por Mim, composto assieme al musicista Antônio Maria. Nello stesso anno andò a vivere in Francia, come secondo segretario dell'ambasciata brasiliana. La sua opera teatrale Orfeu da Conceição vinse il concorso del IV centenario di San Paolo nel 1954.
L'anno seguente scrisse dei testi per alcuni brani di musica da camera. Nel 1959 Marcel Camus trasportò sul grande schermo Orfeu da Conceição col titolo di Orfeu Negro (il film fu co-prodotto da Brasile, Francia, Italia e Portogallo). Incontrò allora un pianista sconosciuto, Tom Jobim, che aveva l'incarico di scrivere la colonna sonora del film. Jobim compose la musica di Se Todos Fossem Iguais a Você, Um Nome de Mulher e molte altre canzoni che furono registrate, tra gli altri, da Luiz Bonfá. Orfeu negro vinse l'Oscar per il miglior film straniero, la Palma d'Oro al Festival di Cannes e il premio dell'Accademia Britannica.
In seguito al suo ritorno al lavoro di diplomatico in Francia e Uruguay, pubblicò le opere Livro de Sonetos e Novos Poemas II.

### La bossa nova

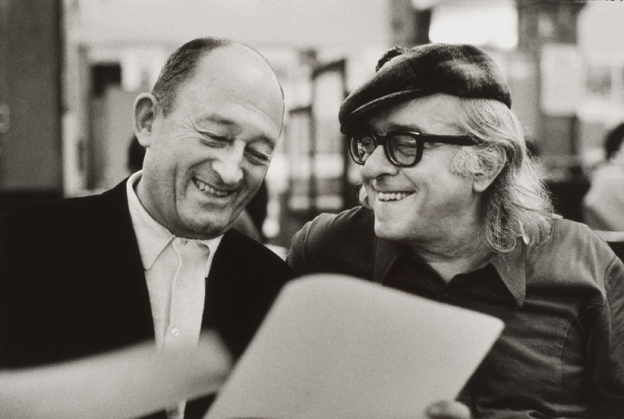
Vinícius (dx) con il poeta francese Pierre Seghers

Nel 1958, la cantante Elizeth Cardoso pubblicò l'album Canção do amor demais, segnando così l'inizio della bossa nova. L'opera include solamente canzoni del duo "Jobim-de Moraes", o di uno solo dei due (Canção do amor demais, Luciana, Estrada branca, Chega de saudade, Outra vez, ecc.), in una produzione che include anche João Gilberto nelle ultime due tracce. Grazie a quest'album, la notorietà di tutti questi artisti ebbe un grande impulso; al tempo le canzoni scritte da Jobim e de Moraes erano addirittura disputate tra i vari cantanti più famosi.
Negli anni sessanta de Moraes estende le sue collaborazioni a molti artisti brasiliani, in particolare lavora con Toquinho, che diventò poi il suo partner musicale preferito e uno dei suoi migliori amici. Le sue canzoni Para uma Menina com uma Flor e Samba da benção (musicate da Baden Powell) vennero incluse nella colonna sonora di Un uomo, una donna (Un homme et une femme) (1966) di Claude Lelouch, film che vinse il Festival di Cannes.
Il primo cantante adatto a riproporre questa nuova musica, l’interprete genuino, la voce giusta della modernità apparentemente semplice e lineare, colma di nuove armonie e inedite sonorità, tutto questo era João Gilberto. Vinícius e Gilberto avevano dato così vita, sul declinare degli anni Cinquanta,a quella esaltante avventura che avrebbe modificato e accresciuto le fortune internazionali della musica brasiliana.Cominciava così la stagione della bossa nova. La città di Bahia e la rinomata spiaggia di Copacabana erano diventate il centro spirituale della musica nuova.
Oltre ai suoi interpreti brasiliani, centinaia di cantanti internazionali hanno registrato le sue 400 e più canzoni.

### De Moraes in Italia

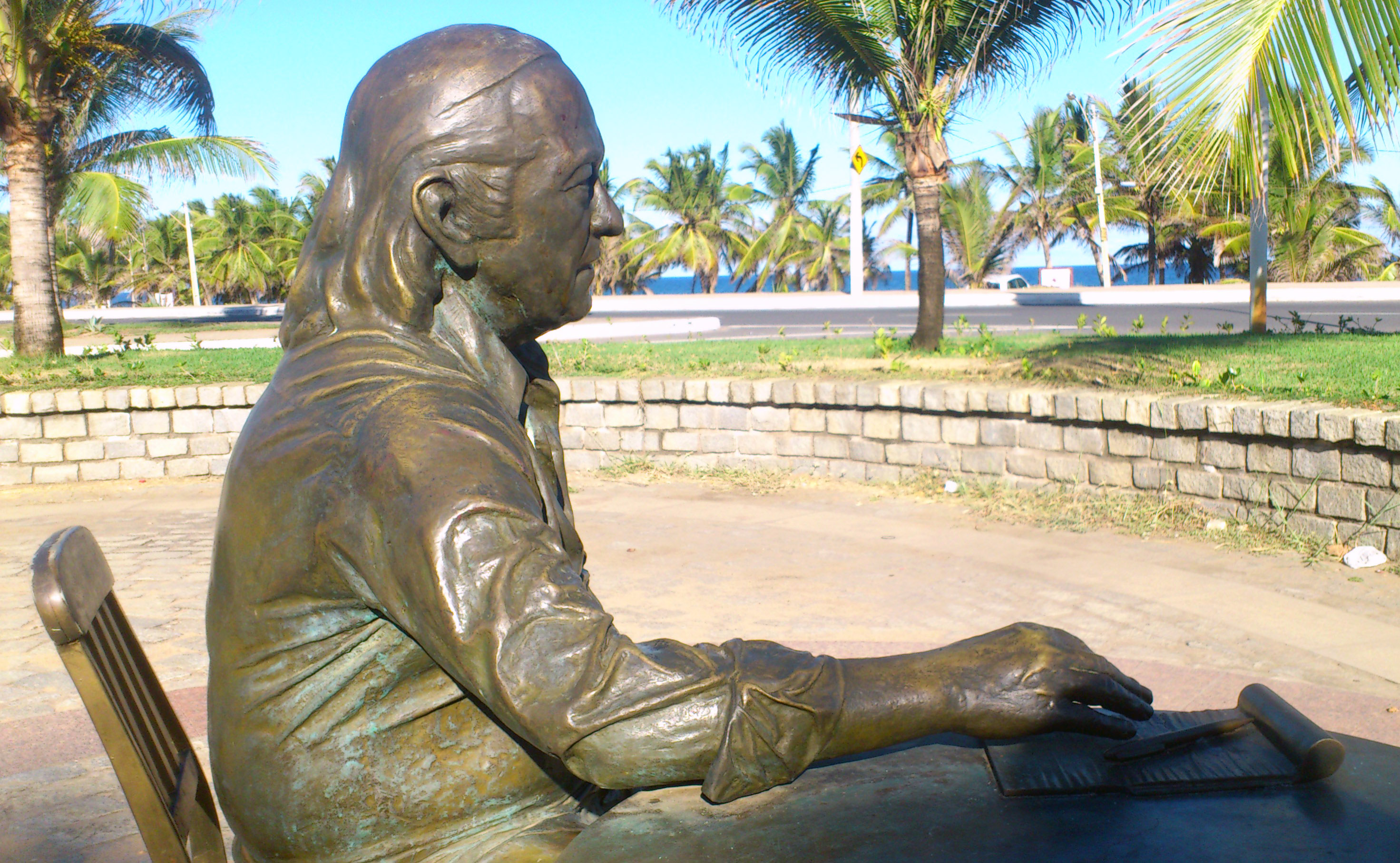
Scultura di Vinicius de Moraes a Itapoan (Brasile)

Anche in seguito alle vicissitudini politiche del Brasile della fine degli anni sessanta e dei primi anni settanta, Vinicius de Moraes è frequentemente in Italia con Toquinho con apparizioni anche televisive. Ciò aprì la strada alla musica brasiliana che vivrà un'epoca di relativo successo (vedi Per un pugno di samba di Ennio Morricone - Chico Buarque de Hollanda) che si concluderà all'inizio degli anni ottanta con la partecipazione di Toquinho a Sanremo con Acquarello.
Una selezione di poesie di Vinícius de Moraes è stata tradotta in italiano da Giuseppe Ungaretti, che conobbe de Moraes nel '37, durante il suo soggiorno in Brasile. Parte delle traduzioni di Ungaretti è oggi rintracciabile nel volume Traduzioni Poetiche di Ungaretti nei Meridiani Mondadori. Anche molte delle sue canzoni sono state tradotte.
Nel 1969 de Moraes soggiornò alcuni mesi a Roma; durante questo periodo registrò il suo primo album in italiano, La vita, amico, è l'arte dell'incontro, affiancato da Sergio Endrigo, un giovanissimo Toquinho alla chitarra e dallo stesso Ungaretti che recita in maniera eccezionale alcune delle proprie traduzioni poetiche. La registrazione avvenne in poche ore e poche sedute di incisione con turnisti della RCA. Nel 1971 duettò con Patty Pravo in Samba-Preludio (brano incluso nell'album Di vero in fondo).
Nel 1974 uscì Per vivere un grande amore, registrato assieme a Toquinho. Nel 1976 viene prodotto La voglia la pazzia l'incoscienza l'allegria che vede Ornella Vanoni interpretare alcune delle bellissime canzoni di de Moraes, accompagnata dal fido Toquinho. Quest'ultimo, assieme al percussionista Mutinho, dedicò a Vinícius la canzone Escravo da Alegria in occasione del suo nono e ultimo matrimonio.
Un riferimento all'artista carioca si ritrova nella canzone di Bruno Lauzi Il Leprotto Zip, contenuta nell'album del 1976 Johnny Bassotto, la tartaruga... e altre storie, che inizia con una dedica a Vinicius de Moraes «famoso poeta brasiliano, amico mio e di tutti i bambini» ed è cantata con un simpatico accento portoghese.

## Discografia parziale

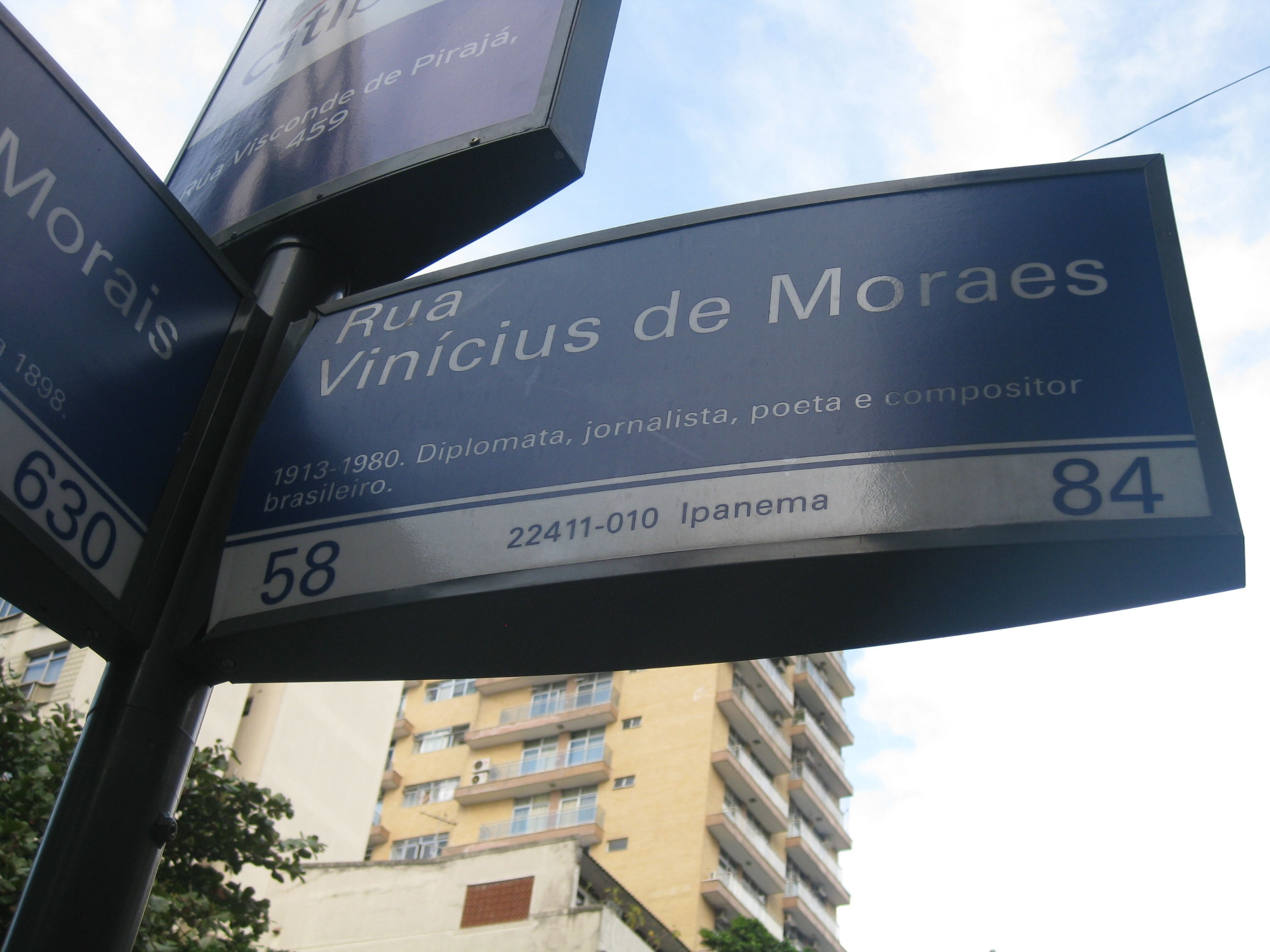
Strada Vinícius de Moraes in Rio.

### Album
- 1956 - Orfeu da Conceição
- 1959 - Vinicius de Moraes - Poesias
- 1961 - Brasília, Sinfonia da Alvorada
- 1963 - Vinicius e Odete Lara
- 1966 - Os Afro-sambas
- 1967 - Vinícius
- 1969 - La vita, amico, è l'arte dell'incontro
- 1970 - Grabado en Buenos Aires con Maria Creuza y Toquinho
- 1971 - Como dizia o poeta...
- 1971 - Per vivere un grande amore
- 1971 - São Demais Os Perigos Desta Vida...
- 1971 - Toquinho & Vinícius
- 1971 - Vinícius + Bethania + Toquinho en La Fusa (Mar Del Plata)
- 1972 - Vinícius Canta "Nossa Filha Gabriela"
- 1973 - O Bem Amado
- 1973 - Poeta, Moça e Violão - Vinícius, Clara Nunes, Toquinho
- 1974 - Toquinho, Vinícius e Amigos
- 1974 - Toquinho & Vinícius (album 1974)
- 1975 - Vinícius - Toquinho
- 1975 - Toquinho e Vinícius - O Poeta e o Violão
- 1976 - La voglia, la pazzia, l'incoscienza, l'allegria
- 1976 - Deus lhe pague
- 1977 - The Best of Vinícius & Toquinho
- 1977 - Tom, Vinícius, Toquinho, Miúcha
- 1979 - 10 Anni di Toquinho e Vinícius
- 1980 - A Arca de Noé
- 1980 - Um pouco de ilusão

### Raccolte
- 1967 - Vinícius
- 1977 - Antologia Poética
- 1979 - 10 anos de Toquinho e Vinicius
- 1980 - Testamento...

## Libri (parziale)

### Edizioni in italiano
- Poesia completa e prosa, Rio de Janeiro, Nova Aguilar, 1998.
- 55 poesie, Milano, Mondadori, 1997.
- Gloria Piccioni (a cura di), Poesie e canzoni, traduzione di Luciana Stegagno Picchio e Giuseppe Ungaretti, Firenze, Vallecchi, 1981.